# UX News
『UX News』（ユーエックスニュース）は、新潟テレビ21で放送されている新潟県のローカルニュース番組。2006年7月31日までは『NT21ニュース』（エヌティーにじゅういちニュース）というタイトルだったが、同年8月1日に新潟テレビ21が略称をNT21からUXに変更したため、このタイトルに変更された。

## 放送時間
- 月曜 - 金曜 20:54 - 21:00

## 出演者

### 平日
- 小山裕久
- 岡拓哉
- 大石悠貴
- 大角怜司
- 三河かおり
- 大西遥香
- 小池れいあ
- 富山詠美

### 日曜
- 田巻華月（フリーアナウンサー）
- 大坪幸代（フリーアナウンサー）

## 内容
- オープニングのあと、1 - 2本のニュースが流れ、その後、天気予報が流れる。天気予報が終わると、「ニュースと気象情報をお伝えしました」のアナウンスのあと、CM（スポンサーがある場合）が流れ、エンディングが流れる。
- 新聞のラテ欄には、「UXニュースアンドウェザー」と表示される。

## 夕方のニュース枠
- 1986年9月までは、夕方のニュースも「NT21ニュース」として放送[1]。
- 放送時間 18:20 - 18:25